# 小狼牙脂鯉
小狼牙脂鯉（学名：Acestrorhynchus minimus）為輻鰭魚綱脂鯉目脂鯉亞目狼牙脂鯉科的其中一個種，分布於南美洲亞馬遜河及奧里諾科河流域，體長可達6.3公分，棲息在河川底中層水域，生活習性不明。